# 1611
1611 (MDCXI) fue un año común comenzado en sábado según el calendario gregoriano.

## Acontecimientos
- Pierre de Berulle, estimulado por San Francisco de Sales, fundó la Sociedad del Oratorio, destinada a la educación del clero.
- 27 de septiembre: en la Región de Aizu (Japón) se registra un terremoto de 6,9 que deja 3.700 muertos.
- 2 de diciembre: en Sanriku, en la costa oriental de la isla de Hokkaido se registra un terremoto de 8,1 y un tsunami que dejan un saldo de 5.000 muertos.

## Arte y literatura
- William Shakespeare: La tempestad.
- Sebastián de Covarrubias: Tesoro de la lengua castellana o española

## Ciencia y tecnología
- Johannes y David Fabricius hacen públicos sus descubrimientos sobre las manchas solares.
- Galileo observa el planeta Neptuno
- Kepler construye el primer telescopio astronómico y publica Dioptrice (Dioptrio).

## Nacimientos
- 28 de enero: Johannes Hevelius, astrónomo polaco (f. 1687).
- 15 de marzo: Jan Fyt, pintor de animales originario de Flandes (f. 1661).
- 17 de abril: Simone Pignoni, pintor italiano (f. 1698).
- 4 de mayo: Carlo Rainaldi, arquitecto italiano (f. 1691).
- 16 de mayo: Inocencio XI, papa católico entre 1676 y 1689.
- Li Yu, dramaturgo, poeta, novelista, ensayista y editor chino de la dinastía Qing.
- Pedro Antonio de Aragón, duque de Segorbe y Cardona.
- Pablo Bruna, El Ciego de Daroca, compositor y organista español
- Mary Dyer, cuáquera inglesa ahorcada en Boston.
- Juan de Toledo, pintor español.
- Mateo Núñez de Sepúlveda, pintor español.
- Diego Quispe Tito, pintor peruano.

## Fallecimientos
- 6 de enero: Juan de Ribera, arzobispo y virrey valenciano.
- 7 de abril: Antonio Pérez, secretario de Felipe II de España.
- Agosto: Antoni Clarassó i Terès, vicario general de la archidiócesis de Tarragona.
- 3 de octubre: Margarita de Austria-Estiria, reina consorte de España desde 1598 hasta 1611 (n. 1584).
- Tomás Luis de Victoria, compositor español.